# Шабанов, Георгий Константинович
Гео́ргий Константи́нович Шаба́нов (род. 26 апреля 1960) — советский легкоатлет, специалист по барьерному бегу. Выступал за сборную СССР по лёгкой атлетике в 1979—1985 годах, обладатель бронзовой медали Универсиады в Бухаресте, бронзовый призёр чемпионата Европы среди юниоров, многократный призёр первенств всесоюзного и республиканского значения. Мастер спорта СССР международного класса. Тренер по лёгкой атлетике.

## Биография
Георгий Шабанов родился 26 апреля 1960 года. Происходит из спортивной семьи: отец Константин Семёнович Шабанов выступал в барьерном беге в 1953—1962 годах и затем стал успешным тренером, мать Елена Алексеевна Шабанова серьёзно занималась баскетболом и впоследствии перешла в лёгкую атлетику в качестве тренера. Младший брат Дмитрий — так же выступал в беге с барьерами.
В 1972 году Георгий вместе с семьёй переехал из Казахской ССР в город Псков, где жил и тренировался на протяжении всей своей спортивной карьеры.
Впервые заявил о себе на международном уровне в сезоне 1979 года, когда вошёл в состав советской сборной и выступил на юниорском европейском первенстве в Быдгоще, где в зачёте бага на 110 метров с барьерами стал бронзовым призёром. Участвовал в VII летней Спартакиаде народов СССР в Москве, но в число призёров не попал.
В 1981 году выиграл бронзовую медаль в беге на 60 метров с барьерами на зимнем чемпионате СССР в Минске. Будучи студентом, представлял Советский Союз на Универсиаде в Бухаресте — в 110-метровом барьерном беге показал результат 13,82 и так же завоевал бронзовую награду.
В 1982 году получил серебро на зимнем чемпионате СССР в Москве и бронзу на летнем чемпионате СССР в Киеве. Принимал участие в чемпионате Европы в Афинах, где в дисциплине 110 метров с барьерами сумел дойти до стадии полуфиналов.
В 1983 году в беге на 60 метров с барьерами был вторым на зимнем чемпионате СССР в Москве, дошёл до полуфинала на чемпионате Европы в помещении в Будапеште. На чемпионате страны в рамках VIII летней Спартакиады народов СССР в Москве выиграл бронзовую медаль в барьерном беге на 110 метров.
В 1984 году взял бронзу на зимнем чемпионате СССР в Москве.
В 1985 году добавил в послужной список бронзовую награду, полученную на зимнем чемпионате СССР в Кишинёве, при этом установил свой личный рекорд в беге на 60 метров с барьерами — 7,68.
За выдающиеся спортивные достижения удостоен почётного звания «Мастер спорта СССР международного класса».
Впоследствии проявил себя на тренерском поприще, работал в Москве в Центре спортивной подготовки по лёгкой атлетике и в Центре олимпийской подготовки Москомспорта. Тренировал своих сыновей Константина и Филиппа, которые тоже стали успешными барьеристами. Также в разное время занимался подготовкой таких известных легкоатлетов как Михаил Акименко, Владислав Зюков, Нина Морозова и др.